# Central (Salomonseilanden)
Central is een provincie van de Salomonseilanden die bestaat uit veel eilanden. De hoofdstad is Tulagi. De provincie bevat onder andere de Florida-eilanden, Russell-eilanden en Savo.
De bevolking van de Central is hoofdzakelijk Melanesisch. Hoewel de provincie de grootste producent van kopra in de Salomonseilanden is, is het ook de armste provincie. De Solomon Taiyo visserij en inblikfabriek was tot de ongeregeldheden van 2000 een van de grootste bedrijven in de Salomonseilanden maar is sindsdien gesloten.